# 정태
정태(鄭泰, ? ~ ?)는 후한 말기의 관료로, 자는 공업(公業)이며 하남윤 개봉현(開封縣) 사람이다. 대사농 정중의 증손이다.

## 생애
젊을 때부터 재략이 많아 영제 말기에 천하가 장차 혼란스러워질 것을 알고, 몰래 호걸 들과 친밀히 지냈다. 집안은 재산이 풍부해 밭은 사백 경이나 있었으나 많은 식객을 거느리고 있어서 언제나 먹을 것이 부족해 명성은 산동에 알려졌다.
효렴으로 추천되어 삼공부에 추천되었으나 공거를 보내도 모두 거절했으며, 후에 영제가 죽었을 때 하진은 정치를 보좌받기 위해 그와 순유, 화흠을 등용해 정태를 상서시랑으로 삼으면서 봉거도위의 관직을 더했다. 십상시와 권력을 다투는 하진이 동탁을 불러들이려 하자 이를 반대했다. 또한 다른 시급한 일들도 진언했으나 하진이 받아들이지 않자 순유에게 ‘하진은 보필하기가 쉽지 않다’고 말하며 관직을 버리고 떠났다.
과연 하진은 살해되고 동탁이 그 자리를 차지했다. 그러자 정태는 하옹, 오경(伍瓊)과 함께 원소와 연결해 반동탁연합군의 궐기를 유도하였다. 동탁이 이에 대응해 대규모의 군대를 동원하려 하자 아무도 거스르려는 자가 없었다. 동탁의 군세가 커질수록 그 전횡도 심해질 것이므로 정태 혼자 나서서 “정치는 덕으로 하는 것이지 숫자로 하는 것이 아닙니다”고 말했다. 동탁이 불쾌해하며 ‘병사들은 아무런 의미가 없는 것이냐’고 묻자 정태는 순간 두려웠지만 다음과 같이 속여 말했다.
| “ | 1. 지금 산동에서는 군벌들이 함께 모여 주와 군은 서로 연합하고, 사람들은 서로 연계하고 있어 강성하지 않다고 할 수 없습니다. 그러나 광무제 이래로 중국은 큰 전쟁이 없어 백성들은 안일함에 젖어 전쟁의 나날을 잊고 산 지 오래입니다. 공자 말씀에 "사람들에게 싸움을 가르치지 않으면 그것은 사람을 버리는 것이다"라고 했으니 혹여 산동군이 숫자가 많다고 해도 이들이 큰 위협이 되지는 않을 것입니다. 이것이 그 이유의 하나입니다. 2. 명공은 서쪽의 주 즉 양주에서 나오셨고, 젊어서 나라의 장수가 되셨으니 평시에는 군사 조련을 행해 수없이 전장에 나서 그 명성이 당세에 널리 퍼져 사람들은 명공을 두려워하고 복종하고 있습니다. 이것이 두 번째 이유입니다. 3. 원소는 공경의 자제로서 경사에서 살았고, 장막은 동평의 이름있는 사람으로 앉아 있기만 할 뿐 거사를 꾸밀 자가 아니며, 공주는 청담과 고론이 특기이나, 허고취생에 능할 뿐 군을 통솔할 재주는 없으니 적의 창 끝을 마주해 칼을 휘두르거나 적과 자웅을 겨루는 일에 있어서는 명공의 적수가 되지 못할 것입니다. 이것이 세 번째 이유입니다. 4. 산동의 선비들을 살펴보니 날쌔지도 않고 용감함은 부족하며 방어 능력이 없고 장량과 진평의 책략도 없으니 일개 편장을 임명해 토벌하게 해도 능히 성공을 거둘 수 있습니다. 이것이 네 번째 이유입니다. 5. 혹시나 그런 능력을 가진 장수가 있다고 하더라도 윗사람과 아랫 사람의 질서가 없으며, 높은 직책 사람들이 참여한 것도 아니고 만약에 숫자가 많은 것을 믿고 저러는 것이라면 각기 자신의 병력을 의지할 뿐 머뭇거리며 나가 싸우지 않고 승패를 방관해 같은 마음을 품고 함께 나아가거나 퇴각하는 것이 불가능할 것입니다. 6. 관서의 여러 군은 병사들을 훈련시켜 왔고, 현재에 이르도록 오랑캐들과 싸워 부녀자들도 극을 머리에 이고 모를 쥐고, 활을 끼고 화살을 짊어지고, 마치 강건한 사내들 같습니다. 이러한 자들로 산동의 싸움을 모르는 백성들을 상대하는 것이니 승리는 확실할 것입니다. 이것이 여섯 번째입니다. 7. 예전부터 천하의 용맹하고 백성들의 경외심을 받았던 사람들은 병주, 양주 사람들, 그리고 흉노, 도각, 황중의종, 서강의 8개 종족들인데, 명공께서는 이들을 끼고서 발톱과 이빨처럼 삼았으니 이는 마치 호랑이와 코뿔소를 몰아 개나 양을 쫓는 것과 같습니다. 이것이 일곱번째 이유입니다. 8. 명공의 장수들은 모두 마음으로 심복하고 있으며, 함께 일해온 것이 오래되었으며, 은혜와 신뢰가 두텁고, 충성과 지모가 뛰어나 임무를 믿고 맡길 만합니다. 단합된 군대로서 이제 막 뭉친 세력을 흩어버리고자 하는 것이니 마치 강한 바람으로 마른 나뭇잎을 쓸어버리듯 할 수 있습니다. 이것이 여덟번째 입니다. 9. 전쟁에서 망하는 세가지 경우가 있습니다. 하나는 질서없는 상태로 질서 있는 자를 공격하는 자는 망하고, 사악한 자가 정의로운 자를 공격할 때 망하고, 반역한 자가 정통을 따르는 자를 공격할 때 망한다고 합니다. 지금 명공께서는 국정을 장악하고 평정하고 환관을 했으며, 충의를 바로 세웠습니다. 이와 같은 세가지 덕을 가지고 저와 같은 세가지 망할 것들을 상대하고 있으니 칙명을 받들어 죄인들을 토벌한다면 감히 누가 막아낼 수 있겠습니까? 이것이 아홉번째 이유입니다. 10. 동주에서는 정현이 여러 가지 고금의 학문을 연구하고, 북해 사람인 병원은 뜻이 맑고 높으면서 곧고 분명해, 모든 유생들이 이들을 앙망하고 본보기로 삼고 있습니다. 만약 저 쪽의 여러 장수들이 자신들의 계획에 대해서 정현과 병원에게 묻는다면 자신들의 장점과 단점을 충분히 알게 될 것입니다. 옛날에 연, 조, 제, 양 등의 국가들이 약소한 나라가 아니었음에도 결국에는 모두 진나라에게 멸망당했고, 오초칠국의 병력의 수효가 적은 것은 아니었지만 형양에서 패배했습니다. 게다가 지금 덕정이 혁혁히 빛나고 조정의 중신들이 어진데, 정현과 병원이 어찌 산동의 반란에 찬성할 것이며, 반란을 일으켜 도적과 오래도록 함께 하겠습니까? 불가능한 일입니다. 이것이 열 번째입니다. 만약에 제가 이야기한 열 가지 이유 가운데 조금이나마 이치에 닿아 채용할 만한 부분이 있다면 군사를 새로 모집해 천하를 놀라게 하거나, 걱정과 병역을 찌든 백성들을 서로 모여 위법한 행동을 하게 하거나, 덕을 버리고 세력에 의존해 위광의 두터움을 가벼이 내는 행동은 마시기 바랍니다." | ” |

동탁은 감격하면서 정태를 장군으로 삼아 반동탁 연맹군에 대항하게 했는데, 어떤 자가 “정태의 지혜는 보통 사람 이상이라 결탁해 산동과 음모를 꾀하고 있습니다. 지금 그에게 병마를 맡기면 그 무리에게 가세하려 할 것입니다. 결국에는 명공의 우환거리가 될 것입니다.”고 조언하니 다시 거두어 들이고 의랑(議郞)에 임명하여 조정에 잡아두었다.
그 후 동탁이 온갖 만행을 저지르고 장안으로 천도할 때 기근까지 발생하여 많은 사대부들이 죽자 정태는 개인 재산을 풀어 날마다 빈객들을 모아 구조해 많은 사람을 구한다. 또한 하옹과 순유, 오경, 충집과 더불어 계획해 함께 동탁을 주살하려 했으나 사건이 누설되어 하옹 등이 붙잡혔다. 이때 정태는 탈출해 무한에서 동쪽으로 도주해서 원술에게 갔는데, 원술은 정태의 의탁을 기꺼이 받아들였고 원술이 정태를 양주자사에 제수하려 했지만 정태는 관직에 오르기 전에 도중에 병에 걸려 죽으니 당시 41세였다.

## 참고 문헌
- 《후한서》70권 열전 제60 정태